# Jaera hopeana
Jaera hopeana är en kräftdjursart som beskrevs av Costa 1853. Jaera hopeana ingår i släktet Jaera och familjen Janiridae.
Artens utbredningsområde är havet utanför Grekland. Inga underarter finns listade i Catalogue of Life.